# Weißwangenastrild
Der Weißwangenastrild  (Delacourella capistrata, Syn.: Nesocharis capistrata), auch Weißwangen-Olivastrild genannt, ist eine afrikanische Art aus der Familie der Prachtfinken, zu der keine Unterarten beschrieben sind. Anders als die zur selben Gattung zählenden Meisen- und Halsbandastrilde, werden Weißwangenstrilde in Europa verhältnismäßig häufig als Ziervogel gehalten und mittlerweile regelmäßig, wenn auch in geringer Zahl, gezüchtet.

## Beschreibung
Der Weißwangenastrild erreicht eine Körperlänge von zwölf Zentimeter. Es gibt keinen Sexualdimorphismus. Die Stirn, die Zügel sowie die Region um die Augen und die Kopfseiten sind weiß. Der Oberkopf und der Hinterhals sind grau. Davon heben sich die schwarze Kehle und das schwarze Kinn sehr markant ab. Der Rücken, die Flügeldeckfedern sowie die innersten Armschwingen sind gelblich olivgrün. Die anderen Schwingen sind schwarzbraun mit gelblich olivgrünen Säumen. Von den Schwanzfedern sind die mittleren gelblich olivfarben und die übrigen schwarzbraun mit gelblich olivgrünen Außenfahnen. Die Körperunterseite ist bläulich grau, die Körperseiten sind leuchtend orangegelb.

## Verbreitung und Lebensraum
Das Verbreitungsgebiet des Weißwangenastrilds reicht von Gambia und Guinea-Bissau über Guinea, Sierra Leone, Elfenbeinküste, Ghana, Togo, Benin, Nigeria, Kamerun, und die Zentralafrikanische Republik und bis zum Gebiet des Albertsees in der Demokratischen Republik Kongo und in Uganda.
Der Lebensraum des Weißwangenastrild sind Waldränder und Waldlichtungen von Primärwäldern. Sie finden sich auch an alten, alleinstehenden Bäumen außerhalb von Wäldern sowie an baumbewachsenen Schluchten ein. Auf dem afrikanischen Kontinent bewohnt der Weißwangenastrild überwiegend Gebirge, auf der Insel Bioko ist er auch in der Tiefebene zu finden.

## Lebensweise
Weißwangenastrilde leben einzeln, in Paaren und in kleinen Trupps von bis zu 15 Individuen. Ihre Nahrung besteht aus Samen von Früchten und Gräsern. Sie fressen außerdem Insekten wie Ameisen und kleine Raupen sowie kleine Schnecken. Paare sind häufig dabei zu beobachten, wie sie systematisch die Äste eines Baums nach Insekten absuchen.
Weißwangenastrilde nutzen gewöhnlich alte Nester anderer Vogelarten für ihre Brut. Meisten handelt es sich um Nester von Halsbandwebern und Halsband-Nektarvögeln. Das Gelege besteht aus vier weißschaligen Eiern. Die Brutzeit variiert je nach Verbreitungsgebiet. Bei in Menschenhand gepflegten Weißwangenastrilden betrug die Brutzeit fünfzehn bis sechzehn Tage. Mit 21 bis 22 Tagen verlassen die Jungvögel das Nest und werden noch weitere zwei Wochen von den Eltern versorgt. Die Jugendmauser ist mit etwa zweieinhalb Monaten abgeschlossen.

## Haltung
Weißwangenastrilde wurden sehr spät nach Europa importiert und kamen vermutlich erst zu Beginn der 1970er Jahre in die Niederlande. Seit den 1980er Jahren erfolgen Importe regelmäßig, wenn auch in kleinen Stückzahlen. Importvögel sind häufig in einem schlechten Gesundheitszustand und leiden regelmäßig unter Darmerkrankungen wie etwa Kokzidiose.
Weißwangenastrilde sind für die Käfighaltung nicht geeignet. Sie brauchen für ihr Wohlbefinden mindestens eine Zimmervoliere, die ihnen reichlich Versteckmöglichkeiten bietet. Gegen Artgenossen können sie sehr aggressiv werden; mit anderen Prachtfinkenarten wurden sie mit unterschiedlichem Erfolg sozialisiert.

## Belege

### Einzelbelege
1. ↑   Fry et al., S. 268
2. ↑   Fry et al., S. 268
3. ↑   Nicolai et al., S. 47